# Juan Francisco Giró
Juan Francisco José Giró y Zufriategui (né le 3 juillet 1791 à Montevideo et mort le 14 mai) est un homme d'État uruguayen affilié au Parti blanco (ou Parti National) et président de la République entre le 1er mars 1852 et le 25 septembre 1853.

## Biographie

### L'ascension politique
Fils de José Giró – un médecin espagnol – et d'Antonia María Zufriategui – une Orientale issue d'une famille aisée –, Juan Francisco Giró nait le 3 juillet 1791 à Montevideo, dans la vice-royauté du Río de la Plata. Il commence ses études dans sa ville natale puis intègre le Collège royal Saint-Charles (Real Colegio de San Carlos) à Buenos Aires avant de voyager au Brésil, en Espagne et aux États-Unis où il réside pendant trois ans. De retour en 1815 dans une Bande orientale instable après le départ des Espagnols, Giró commence à s'intéresser à la politique et occupe la charge d'officier municipal de Montevideo (Regidor del Cabildo) lors du premier gouvernement patriote de 1816. Il reçoit en décembre 1816 la mission, avec Juan José Durán, de négocier l'aide des Provinces-Unies du Río de la Plata pour lutter contre l'invasion luso-brésilienne de la Bande orientale. Mais la mission Durán-Giró échoue en raison des divergences entre les autorités de Buenos Aires (dirigées alors par le Directeur suprême Juan Martín de Pueyrredón) et le chef des Orientaux, José Gervasio Artigas.
À la suite de la victoire luso-brésilienne, Giró se rallie au nouveau régime. Le 19 janvier 1819, il appose sa signature sur le « Traité du phare » ; traité par lequel le Conseil Municipal (le Cabildo) de Montevideo – qui n'a aucune légitimité en la matière – cède le territoire des Missions Orientales au Portugal en échange de la construction d'un phare sur l'île de Flores. Il se rend, toujours en 1819, à Rio de Janeiro pour réitérer au nom du Cabildo l'adhésion de la Bande orientale au Portugal puis contribue, en 1820, à la reddition des derniers patriotes.
La naissance de l'empire du Brésil, en 1822, entraîne une période d'instabilité qui voit s'opposer les partisans de Pierre Ier (le premier empereur du Brésil) et de Jean VI (le roi du Portugal). Les séparatistes orientaux profitent de l'occasion pour essayer de chasser l'occupant. C'est alors que Giró embrasse la cause révolutionnaire : il adhère à la loge maçonnique indépendantiste des « Cavaliers orientaux » et prend part, le 29 octobre 1823, à la déclaration du Cabildo de Montevideo en vertu de laquelle les actes d'incorporation au Portugal ou au Brésil sont sans aucune valeur, et que la Bande orientale relève en réalité des Provinces-Unies du Río de la Plata. Mais la révolte avorte et Giró se retire de la vie politique.
Lorsque Juan Antonio Lavalleja organise en 1825 une expédition militaire contre la domination brésilienne (épisode appelé la Cruzada Libertadora et qui débute avec le débarquement des Treinta y Tres Orientales), Giró est arrêté. Rapidement libéré, il gagne Buenos Aires pour se joindre aux rebelles et intègre le gouvernement révolutionnaire en 1826. Durant la guerre de Cisplatine – qui oppose, entre 1825 et 1828, le Brésil aux Orientaux et à leurs alliés argentins –, il occupe le poste de Secrétaire politique et militaire de l'armée commandée par Martín Rodríguez.
Élu député du département de Maldonado à l'Assemblée Générale Constituante et Législative en 1828, Giró joue un rôle important dans la rédaction et la promulgation, le 18 juillet 1830, de la première constitution de l'Uruguay. Il occupe également le poste de ministre de l'Intérieur et des Affaires étrangères dans les gouvernements provisoires de José Rondeau (1828-1829) et de Juan Antonio Lavalleja (1829-1830). Lorsque Fructuoso Rivera devient le premier président constitutionnel du pays le 6 novembre 1830, Giró rejoint l'opposition mais refuse de participer aux soulèvements armés de Lavalleja durant les années 1832-1834.
Nommé ministre plénipotentiaire à Madrid sous la présidence de Manuel Oribe, il est chargé de rétablir des relations officielles avec le gouvernement espagnol ; ce qui signifie la reconnaissance de l'indépendance de l'Uruguay par l'ancienne métropole. Oribe le désigne également agent confidentiel à Londres pour négocier un emprunt (dans le but de réduire le déficit de l'administration précédente et de financer la lutte contre Rivera), mais la mission échoue en raison des conditions léonines imposées par l'Angleterre.
Durant le siège de Montevideo (1843-1851), il rallie le gouvernement du Cerrito dirigé par Oribe, devient sénateur et membre de la Commission de l'Instruction Publique. En 1852, la grande guerre terminée, il est élu sénateur du département de Colonia puis quatrième président constitutionnel de la République (après le décès inopiné du général Eugenio Garzón, le candidat commun des colorados et des blancos).

### La présidence
Giró, blanco modéré, souhaite tourner la page de la guerre civile. Il mène pour cela une politique de réconciliation – dite « politique de fusion » – consistant à intégrer des personnalités des partis traditionnels dans son gouvernement (ainsi, les colorados César Díaz et Venancio Flores sont respectivement nommés ministre de la Guerre et chef politique de Montevideo).
La dramatique situation financière du pays obligea le président à adopter des mesures d'exception. La rente douanière, administrée par un Directoire composé de représentants de l’État et de créanciers, constitue l'unique ressource d'importance en dehors de l'aide brésilienne. Le 30 mars 1852, le président décrète que dorénavant l’État administrerait seul les revenus de la Douane, provoquant la colère des créanciers qui avaient reçu des garanties à l'époque du gouvernement de la Défense.
Toujours en mars 1852, les autorités brésiliennes – irritées par l'élection d'un président blanco – exigèrent la nomination d'un commissaire pour fixer les nouvelles frontières entre les deux pays, conformément au traité du 12 octobre 1851. Opposé à cet humiliant traité, Giró tente de tergiverser mais Rio de Janeiro réagit avec fermeté. Le ministre Honório Carneiro Leão accorde un délai de trois jours pour que l'Uruguay remplîsse ses engagements, menace d'autant plus sérieuse que les troupes brésiliennes qui ont lutté contre Juan Manuel de Rosas durant la grande guerre se trouvent encore sur le territoire oriental.
Justo José de Urquiza intervient dans les négociations. Mais en proie à des difficultés dans son pays, il finit par valider la position impériale et, le 15 mai 1852, un nouveau traité est signé : Rio de Janeiro obtient satisfaction malgré quelques modifications territoriales en faveur de l'Uruguay. Ce nouvel accord est ratifié par les Chambres orientales même si les députés se montrent réticents, donnant leur aval « avec l'espoir de modifications ultérieures en accord avec les véritables intérêts de la République ». Mais l'épisode ravive les vieilles divisions : les blancos dénoncent les traités d'octobre 1851 et les invraisemblables concessions faites par les colorados, alors que ces derniers se montrent de plus en plus hostiles à l'égard du président.
De septembre 1852 à janvier 1853, Giró parcourt la campagne accompagné du ministre de l'Intérieur, Florentino Castellanos, et des généraux Lavalleja et Anacleto Medina pour connaître l'état réel du pays. Le 18 juillet 1853 – jour anniversaire du serment de la Constitution de 1830 –, un soulèvement colorado dirigé par Melchor Pacheco y Obes éclate. La Garde Nationale (majoritairement blanca et désarmée) défile à Montevideo sur la place Matriz avant d'être attaquée par le deuxième bataillon de chasseurs commandé par León de Pallejas. Il y a des morts. Finalement, Melchor Pacheco y Obes se dirige vers le « Fuerte » (siège du gouvernement) où le président est contraint de céder aux exigences des mutins (nomination de Flores au ministère de la Guerre, d'Herrera y Obes au ministère de l’Économie, dissolution de la Garde Nationale) et de leur confier le maintien de l'ordre : ses jours sont désormais comptés.

### Cabinet du gouvernement
| Ministères                       | Titulaires                       | Périodes    |
| -------------------------------- | -------------------------------- | ----------- |
| Intérieur et Affaires étrangères | Florentino Castellanos           | 1852 - 1853 |
| Intérieur et Affaires étrangères | Bernardo Prudencio Berro         | 1853        |
| Finances                         | Manuel Herrera y Obes            | 1852 - 1853 |
| Guerre et Marine                 | César Díaz                       | 1852        |
| Guerre et Marine                 | Venancio Flores                  | 1852 - 1853 |
| Guerre et Marine                 | José de los Reyes Brito del Pino | 1853        |
| Guerre et Marine                 | Venancio Flores                  | 1853        |

### L'exil et les dernières années
Giró vit dans une totale incertitude entre juillet et septembre. Mesurant son impuissance, il se réfugie à la légation de France le 24 septembre 1853, renonce à son poste le lendemain et prend le chemin de Buenos Aires. Le général Venancio Flores crée alors un triumvirat composé de lui-même, de Juan Antonio Lavalleja et Fructuoso Rivera. Mais les décès de Lavalleja en octobre 1853 et de Rivera en janvier 1854 lui permettent de contrôler le pays et d'être élu président de la République le 12 mars 1854.
Juan Francisco Giró rentre en Uruguay avec le retour au pouvoir du Parti blanco. Élu sénateur du département de Cerro Largo en 1860, il meurt le 14 mai 1863 à Montevideo.